# Степна сільська рада (Солонешенський район)
Степна́ сільська рада (рос. Степной сельский совет) — сільське поселення у складі Солонешенського району Алтайського краю Росії.
Адміністративний центр — село Степне.

## Населення
Населення — 481 особа (2019; 610 в 2010, 775 у 2002).

## Склад
До складу сільської ради входять:
| Населений пункт | Населення, осіб (2002) | Населення, осіб (2010) |
| --------------- | ---------------------- | ---------------------- |
| Дьоміно, село   | 263                    | 206                    |
| Степне, село    | 458                    | 363                    |
| Чегон, село     | 54                     | 41                     |